# 1. Marine-Division (Deutsches Kaiserreich)
Die 1. Marine-Division war ein hauptsächlich aus Marineinfanterie bestehender Großverband der Kaiserlichen Marine im Ersten Weltkrieg.

## Geschichte
Aufgrund des Übergangs zum Stellungskrieg im Spätherbst 1914 war es für die Oberste Heeresleitung notwendig geworden, die Küste Flanderns am nördlichen Ende der Westfront gegen eine mögliche Invasion britischer Truppen weiter zu verstärken. Aus diesem Grund wurde nach der Bildung der 2. Marine-Division die Marine-Division aufgelöst und am 29. November 1914 als 1. Marine-Division neu aufgestellt. Die Division unterstand dem Marinekorps Flandern, und man wies ihr neben dem direkten Küstenschutz die Sicherung der Stadt Brügge sowie der Gebiete Stene, Zandvoorde, Ostende, Bredene, Klemskerke, Vlissegem, Stalhille, De Haan, Wenduine, Uitkerke, Nieuwmunster, Zuienkerke, Houtave, Meetkerke, Lissewege, Heist, Knokke, Ramskapelle, Westkapelle und Hoeke zu.

## Gliederung
- Marine-Infanterie-Brigade
  - Marine-Infanterie-Regiment 1
  - Marine-Infanterie-Regiment 2
- 1. Marine-Brigade
  - Matrosen-Regiment 1
  - Matrosen-Artillerie-Regiment 1
- 2. Marine-Brigade
  - Matrosen-Regiment 2
  - Matrosen-Artillerie-Regiment 2
  - 1. Landwehr-Eskadron X. Armee-Korps
  - I. Landwehr-Feldartillerie-Abteilung
  - 2. Marine-Pionier-Kompanie

### Kriegsgliederung vom 19. Oktober 1918
- 1. Marine-Brigade
  - Matrosen-Regiment 1
  - Küsten-Bataillon 1
  - Matrosen-Artillerie-Regiment 1
- 2. Marine-Brigade
  - Matrosen-Regiment 2
  - Küsten-Bataillon 2
  - Matrosen-Artillerie-Regiment 2
  - Küsten-Bataillon 3
  - Marine-Artillerie-Regiment
  - Marine-Pionier-Bataillon
  - Divisions-Nachrichten-Kommandeur Nr. 291

## Gefechtskalender

### 1914
- 30. August – Mobilmachung
- September bis 20. Oktober – Kämpfe um Antwerpen
- 21. Oktober bis 10. November – Auf dem Weg zur Küste
- 11. November bis 31. Dezember – Küstenschutz und Küstengefechte in Flandern

### 1915
- 1. Januar bis 31. Dezember – Küstenschutz und Küstengefechte in Flandern

### 1916
- 1. Januar bis 24. September – Küstenschutz und Küstengefechte in Flandern
- 27. September bis 16. Januar – Schlacht an der Somme

### 1917
- 16. Januar bis 31. Dezember – Küstenschutz und Küstengefechte in Flandern
  - 9. bis 11. Juli – Erstürmung des Brückenkopfes an der Yser-Mündung
  - 17. Juli bis 7. August – Ruhezeit als Eingreifdivision
  - ab 4. Dezember – Stellungskämpfe in Flandern

### 1918
- 1. Januar bis 12. März – Küstenschutz und Küstengefechte in Flandern
  - bis 27. September – Stellungskämpfe in Flandern
- 28. September bis 17. Oktober – Abwehrschlacht in Flandern
- 18. bis 24. Oktober – Nachhutkämpfe zwischen Yser und Lys
- 25. Oktober bis 1. November – Schlacht an der Lys
- 2. bis 4. November – Nachhutkämpfe beiderseits der Schelde
- 5. bis 11. November – Rückzugskämpfe vor der Antwerpen-Maas-Stellung
- ab 12. November – Räumung des besetzten Gebietes und Marsch in die Heimat

## Kommandeure
| Dienstgrad       | Name                              | Datum                               |
| ---------------- | --------------------------------- | ----------------------------------- |
| Vizeadmiral z.D. | Hermann Jacobsen                  | 29. November 1914 bis 23. Juni 1916 |
| Vizeadmiral      | Carl Schaumann (kommissarisch)    | 23. Juni bis 7. Juli 1916           |
| Vizeadmiral z.D. | Hermann Jacobsen                  | 7. Juli 1916 bis 20. Februar 1917   |
| Vizeadmiral      | Friedrich Schultz (kommissarisch) | 20. Februar bis 12. April 1917      |
| Vizeadmiral z.D. | Hermann Jacobsen                  | 12. April 1917 bis 10. Januar 1918  |
| Vizeadmiral      | Friedrich Schultz                 | 10. Januar bis 12. Dezember 1918    |